# Kanaarister assamensis
Kanaarister assamensis är en skalbaggsart som först beskrevs av Lewis 1900.  Kanaarister assamensis ingår i släktet Kanaarister och familjen stumpbaggar. Inga underarter finns listade i Catalogue of Life.